# Nagroda „Ślad” im. bp. Jana Chrapka
Nagroda „Ślad” im. bp. Jana Chrapka – polska nagroda dziennikarska przyznawana od 2002 roku.

## Historia
Pomysłodawcą nagrody był bp Jan Chrapek. Ustanowiło ją polskie środowisko dziennikarskie i Katolicka Agencja Informacyjna. Nagrodę otrzymują dziennikarze, których działalność w mediach w wybitny sposób przyczyniła się do budowania kultury prawdy, porozumienia i dialogu. Pierwszy raz nagrodę przyznano w 2002 roku. Kapitułę tworzą osoby związane ze światem kultury i mediów oraz dotychczasowi laureaci. Nagroda ma promować etyczne i profesjonalne dziennikarstwo. Laureat otrzymuje statuetkę autorstwa prof. Gustawa Zemły i 10 000 zł. Co trzy lata kapituła przyznaje również Diamentowy „Ślad” za całokształt dokonań. Pierwszy raz przyznano go w 2005 roku. Specjalnym wyróżnieniem jest Denar, przyznawany za profesjonalizm i etykę w popularyzowaniu wiedzy ekonomicznej.
W 2018 roku powołano Stowarzyszenie na rzecz Nagrody Dziennikarskiej „Ślad” im. bp. Jana Chrapka. Jego siedziba znajduje się w Warszawie przy Placu Teatralnym. Od 2019 roku stowarzyszenie organizuje galę.

## Laureaci
Nagrodę „Ślad” od 2002 roku otrzymali:
| - 2002 – dr Ewa Czaczkowska - 2003 – Grzegorz Polak - 2004 – Stefan Wilkanowicz - 2005 – ks. prof. Jerzy Szymik - 2006 – Marek Zając - 2007 – Szymon Hołownia - 2008 – ks. Marek Gancarczyk - 2009 – ks. Kazimierz Sowa - 2010 – Anna Gruszecka - 2011 – Tomasz Królak - 2012 – Jacek Moskwa | - 2013 – Krzysztof Ziemiec - 2014 – ks. dra Jan Kaczkowski oraz Piotr Żyłka - 2015 – dra Tomasz Rożek - 2016 – Alina Pertowa-Wasilewicz - 2017 – Brygida Grysiak - 2018 – ks. Andrzej Draguła - 2019 – Tomasz Krzyżak - 2020 – dra Tomasz Terlikowski - 2021 – dr Paulina Guzik - 2022 – dr Monika Białkowska - 2023 – Małgorzata Ziętkiewicz - 2024 – Marek Kita |

Nagrodę „Ślad Diamentowy” od 2005 roku otrzymali:
- 2005 – Tadeusz Mazowiecki[26]
- 2008 – Zespół Redakcji Miesięcznika „Więź”[27]
- 2009 – Ewa Szumańska[28]
- 2011 – ks. Adam Boniecki[29]
- 2014 – Bohdan Cywiński[30]
- 2021 – Jan Turnau[31]
- 2023 – Andrzej Grajewski[24]

Nagrodą Specjalną od 2009 roku zostali uhonorowani:
- 2009 – Marek Tejchman[32]
- 2016 – Stanisław Karnacewicz[24]
- 2019 – Piotr Pawłowski (pośmiertnie)[33]